# Kompostierung

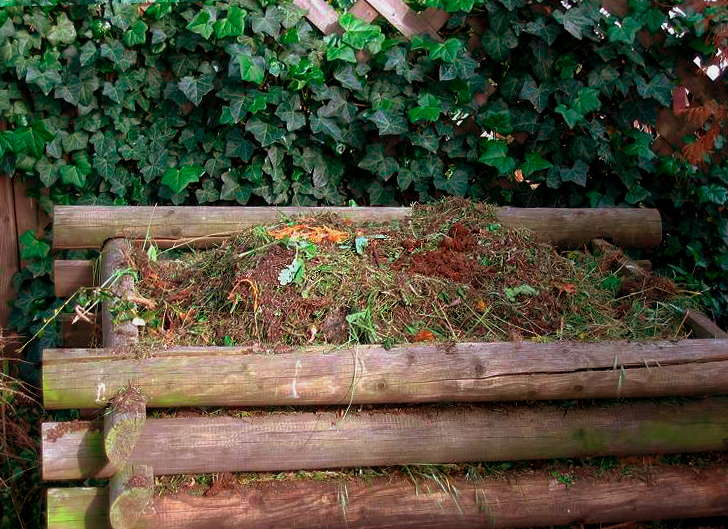
Gartenkompost in einer offenen Miete aus Holz

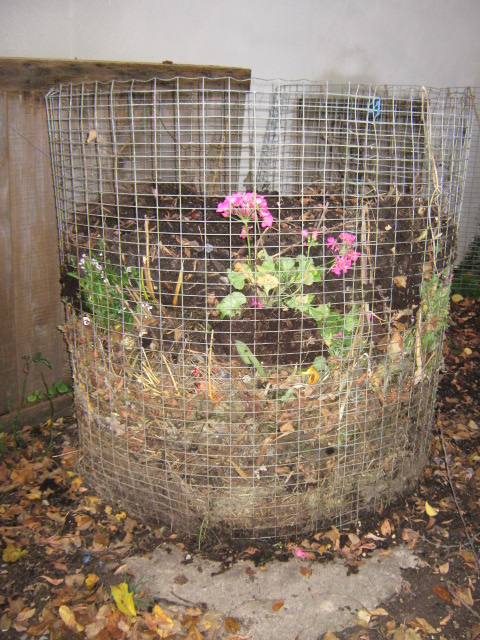
Einfache Kompostmiete aus verzinktem Volierendraht, Maschengröße 25 × 50 mm

Kompostierung (auch Rotte) bezeichnet den Teil des Nährstoffkreislaufs, bei dem organisches Material unter Einfluss von Luftsauerstoff (aerob) von Bodenlebewesen (heterotroph) abgebaut wird. Dabei werden neben Kohlenstoffdioxid auch wasserlösliche Mineralstoffe freigesetzt wie beispielsweise Nitrate, Ammoniumsalze, Phosphate, Kalium- und Magnesiumverbindungen, die als Dünger wirken. Ein Teil der bei diesem Abbau entstehenden Zwischenprodukte wird zu Humus umgewandelt.
Das Wort Kompost ist abgeleitet von lateinisch compositum, „das Zusammengestellte“, und bezeichnet sowohl die Sammelstätte (auch „Komposthaufen“ oder „Kompostmiete“) als auch das dort abgelegte Material und das durch die Verrottung erzeugte Produkt („fertiger Kompost“).
Heute machen sich sowohl Hobby-Gärtner, welche in kleinerem Maßstab Eigenkompostierung betreiben als auch die Abfallwirtschaft in großtechnischen Kompostierungsverfahren den Kompostierungsprozess zunutze, um aus Küchen- und Gartenabfällen, Bioabfall und Grünschnitt Kompost zu erzeugen.
Kompostmaterial eignet sich dabei zur Verbesserung der Bodeneigenschaften wie der Gartenerde in der Garten- oder des Kulturbodens in der Landwirtschaft sowie zur Rekultivierung von Flächen, aber auch für die Herstellung von Bodensubstraten und Blumenerde. Je nach Nährstoffgehalt ist ausgereifter Kompost ein vollwertiger Dünger und kann so den Einsatz zusätzlicher Düngemittel überflüssig machen.
Mit einem Biomeiler wird der Verrottungsprozess des Kompostierens zur Wärme-Gewinnung genutzt.

## Geschichte
Die Behandlung tierischer Exkremente durch Kompostierung und Rückführung der organischen Stoffe ist schon seit tausenden Jahren bekannt. Homer beschrieb in der Odyssee den Stallmist als Dünger, Aristoteles verfasste 350 v. Chr. die Humustheorie (nach der sich Pflanzen vom Humus ernähren), Columella beschrieb um 60 n. Chr. die Kompostierung in seinen Büchern über die Landwirtschaft, und Plinius der Ältere beschrieb ebenfalls die Technik der Kompostierung. Auch Cato der Ältere beschrieb die Düngung seiner Weinreben mit Kompost, den er aus Lupinen, Stroh, Bohnenstroh und Laub herstellte.
Neuzeitliche Abhandlungen über die systematische Bereitung von Komposten finden sich ab der Mitte des 18. Jahrhunderts. Nachdem der österreich-ungarische Botaniker und Mikrobiologe Raoul Heinrich Francé das Edaphon, die Gesamtheit der im Boden lebenden Organismen, die beim Kompostierungsprozess eine Rolle spielen, erforscht hatte, erfolgte die erste industrielle Anwendung ab 1921 in der oberösterreichischen Stadt Wels in der Naturdüngerfabrik Wels, die bis 1939 betrieben wurde.
Die Weiterentwicklung von Kompostiermethoden zur Gewinnung organischen Düngers erfolgte zum Beispiel durch den Anthroposophen, Garten- und Landschaftsarchitekten Max Karl Schwarz auf seinem Gärtnerhof, dem Barkenhoff in Worpswede. Eine Propagierung erfolgte insbesondere durch die biologisch-dynamische Landwirtschaft und den Gartenarchitekten Alwin Seifert, der sie in den 1930er Jahren unter anderem beim Reichsautobahnbau einführte. Seine Gedanken zur Kompostierung legte Seifert auch schriftlich nieder, hier ist insbesondere sein Buch Gärtnern, Ackern ohne Gift zu nennen.

## Faktoren der Kompostierung

### Allgemein
Abfälle, die kompostiert werden, sollten möglichst aus organischen Bestandteilen zusammengesetzt sein und möglichst keine Schadstoff- und Störstoffgehalte aufweisen. Störstoffe sind unverrottende oder schlecht biologisch abbaubare oder nutzbare Materialien wie beispielsweise Glas, Keramik, Kunststoffe, Kunststofffolien und Verbundstoffe, Gummi, Holz, Knochen, Kochsalz und Metalle. Bioabfall-Beutel, die sich für die Kompostierung eignen, sind durch das Siegel DINplus oder das Keimling-Symbol gekennzeichnet.
Abgebaut werden können Kohlenstoff-Wasserstoff-Verbindungen, also hauptsächlich
- Kohlenhydrate, die in Pflanzenmaterial inklusive der Blätter, Knollen, Wurzeln und Samen vorkommen und z. B. als Zucker, Stärke, Zellulose vorliegen;
- Fette, Öle, Wachse, die besonders in Pflanzenmaterial, Wurzeln und Samen enthalten sind;
- Proteine aus Gemüse;
- und zu geringen Teilen Lignine, die Bestandteile von Holz, Blättern, Rinde, Gemüse und Pflanzenfasern sind.[11]

Für den Abbau von organischem Material benötigen die Mikroorganismen der Kompostierung Sauerstoff und Wasser. Ein gutes Verhältnis von Sauerstoffangebot und Wassergehalt ist die entscheidende Bedingung für den Kompostierungsprozess.
Vier Gruppen von Mikroorganismen sind wichtig für die Kompostierung:
- heterotrophe Bakterien
- Aktinomyceten
- Pilze
- Protozoen

Außerdem besorgen Schnecken, Asseln, Käfer, Würmer u. a. einen großen Teil der Kompostierung.

### Art des Ausgangsmaterials
Lebende oder abgestorbene Zellen von Pflanzen und Tieren bestehen aus einem organischen und einem mineralischen Anteil und Wasser. Der organische Anteil wird von den aeroben Mikroorganismen als Energielieferant genutzt. Wie gut und wie schnell ein Kompost von den Mikroorganismen verwertet werden kann, hängt davon ab, wie leicht diese Nährstoffe für die Mikroorganismen zugänglich sind.
Bei der Kompostierung liegt ein heterogenes und festes Ausgangsmaterial (Substrat) mit einem begrenzten Wassergehalt vor. Mikroorganismen können nicht direkt das feste Substrat zur Nährstoffversorgung verwerten. Es muss zuerst in kleinere, niedermolekulare Stoffe umgewandelt werden (Hydrolyse), bevor es in die Zelle zur Nährstoffversorgung gelangen kann. Daher entscheidet bei der Kompostierung die Möglichkeit, ob die Mikroorganismen das Substrat enzymatisch hydrolytisch aufspalten können (z. B. Zellulose zersetzen können), über die Verfügbarkeit des Substrates und damit die Nährstoffversorgung der Mikroorganismen. Sie ist der Faktor, der für die Abbaugeschwindigkeit und somit die Kompostiergeschwindigkeit verantwortlich ist.
In den ersten Wochen des Kompostierungsprozesses ist die Abbaurate der organischen Substanz am größten. Sie verlangsamt sich mit zunehmender Rottezeit, und es treten gegen Ende vermehrt Umbauprozesse auf. Bei Bioabfall kann innerhalb eines Zeitraums von zwölf Wochen abhängig von Kompostmaterial und Prozessführung mit einer Abbaurate von 40 % bis zu 70 % gerechnet werden. Grünabfälle, die einen hohen Anteil an schwer abbaubarer Lignocellulose enthalten, erreichen im gleichen Zeitraum Abbauraten, die unter 30 % liegen können.

### Belüftung
Für den Abbau des organischen Materials wird Sauerstoff benötigt. Man geht üblicherweise von zwei Gramm O2 pro Gramm abgebauter organischer Substanz aus. Kennt man die genaue Zusammensetzung des Ausgangsmaterials, so ist es möglich, die für den aeroben Abbau erforderliche Menge an Sauerstoff stöchiometrisch zu berechnen. Dabei sollte jedoch beachtet werden, dass sich die Löslichkeit von Sauerstoff mit der Temperatur ändert.

### Wassergehalt
Zum schnelleren Start der Rotte wird meist Wasser zugesetzt. Das Wasser wird zum Trägermittel für die zahlreichen Mikroorganismen und die gelösten Nährstoffe, die durch Quellung in das Material eindringen können. Wasser wird auch durch den Abbau des organischen Materials freigesetzt. Die Feststoffbestandteile des Kompostgutes werden von einem Wasserfilm umgeben. Die Dicke dieses Wasserfilms ist entscheidend für den aeroben Abbau. Ein Wassergehalt von 40 bis 60 % im Kompostiergut ist für den Abbau optimal. Ein Teil des im Kompost enthaltenen Wassers verdunstet vor allem aufgrund der Selbsterwärmung des Kompostgutes schneller.
Um eine gleichmäßige Verteilung des Wassers zu erreichen und frischen Sauerstoff einzubringen, sollte das Material ab und zu gut durchmischt werden. Ist der Wassergehalt zu niedrig (< 30 %), so werden die Aufnahme und der Transport von Nährstoffen erschwert und der Kompostierungsprozess gebremst. Bei Wassergehalten unter 20 % kommt der mikrobielle Abbauprozess völlig zum Erliegen. Ist der Wassergehalt zu hoch (> 70 %), steht den Mikroorganismen nur noch wenig Sauerstoff zur Verfügung. Es entstehen schnell unerwünschte anaerobe Bedingungen und Fäulnisgeruch.

### Luftporenvolumen
Das Volumen im Kompostmaterial, das von Wasser und Gas ausgefüllt ist, wird Porenvolumen, Gasraumvolumen oder auch Luftporenvolumen genannt. Für den Kompostierungsprozess ist das vorhandene Luftporenvolumen sehr bedeutend. Es bestimmt die Menge an Sauerstoff und seine Verteilung im Kompostmaterial. Die durch den Abbau organischer Verbindungen entstehende Wärme verursacht durch die thermische Konvektion (aufsteigende Wärme) sowohl einen Wärmefluss als auch einen Luftzug, der das Abbauprodukt Kohlenstoffdioxid abtransportiert und frischen Sauerstoff zuführt. Je besser dieser Luftzug ist, desto schneller läuft die Verrottung ab.
Wie die Poren verteilt sind, hängt von der Beschaffenheit des Kompostmaterials ab. Gröberes Material wie kleine Äste, Stroh oder anderes strukturbildendes Material ermöglichen eine Durchströmung mit Luft und bilden ein gutes Traggerüst. Dies kann besonders bei hochgeschichteten Komposten über 1,5 m Höhe wichtig werden, da allein durch das Eigengewicht eine Verdichtung des Materials entstehen kann, durch die das Porenvolumen und damit die Sauerstoffversorgung der Mikroorganismen geringer werden. Die Art des gewählten Rottesystems (statisch oder dynamisch) bestimmt hier das Optimum. So kann das minimal erforderliche Luftporenvolumen zwischen 30 % und 50 % liegen.

### Temperatur

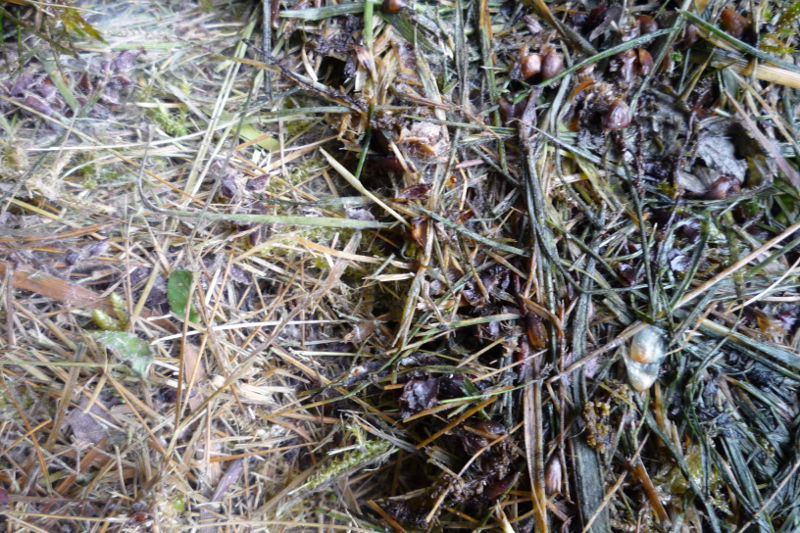
Grasschnitt ist auch nach mehreren Tagen Dauerregen aufgrund der Kompostierungswärme nur an der Oberfläche durchfeuchtet (die oberste Schicht wurde links entfernt).

Durch den Abbauprozess wird Energie freigesetzt. Die Mikroorganismen verwenden nur 20 % des umgesetzten organischen Kohlenstoffs für ihren Baustoffwechsel, während 80 % auf den Energiestoffwechsel entfallen. Die freigesetzte Energie tritt in Form von Wärme auf, die schlechte Wärmeleitung bzw. -abfuhr führt zur Selbsterhitzung des Kompostmaterials.
Der Kompostierungsprozess kann aus Sicht der Temperatur in mehrere Phasen unterteilt werden. Je nach der Temperatur, die aus der Eigenerhitzung resultiert, spricht man von Heißrotte (bei etwa 60 bis 70 °C) oder unterhalb dieser Temperatur von Kaltrotte. Bei der Kompostierung kann die Temperaturentwicklung durch Zugabe von Wasser und Eintrag oder Austrag stickstoffhaltiger (eiweißhaltiger) Materialien gesteuert werden. Tropfwasser transportiert sowohl Wärme als auch lösliche wärmegebende Stoffe im Extrakt ab, zusätzlich wird vor allem durch Verdunstungswärme gekühlt. Dabei hängt die Temperatur direkt mit der Mikroorganismenzusammensetzung und dem Verlauf des aeroben Abbaus und chemischen Oxidationsvorgängen zusammen.
In der Anlaufphase der Kompostierung herrschen die mesophilen Organismen vor. Sie sind in Temperaturbereichen von 10 bis 45 °C und in den ersten zwölf bis 24 Stunden aktiv. Bei einer Selbsterwärmung über 45 °C werden ihre Keimzahlen wieder geringer, und die Anzahl der thermophilen Organismen steigt bis zu einer Temperatur von 55 °C stark an. Oberhalb dieser Temperatur bis 75 °C sinken die Keimzahlen der thermophilen Population kontinuierlich ab. Bei den meisten Mikroorganismen tritt eine Eiweißdenaturierung bei über 75 °C ein, aber auch Temperaturen unter 5 °C verlangsamen ihre Aktivität. Können über mehrere Tage Temperaturen über 60 °C gehalten werden, kann von einer Abtötung der Mikroorganismen und Unkrautsamen im Kompostmaterial ausgegangen werden. In der Abkühlungsphase unter 45 °C vermehren sich Aktinomyceten verstärkt. Ihre Anwesenheit stellt einen Zeiger für die Kompostreife dar.

Der hohe Sauerstoffgehalt mancher organischer Moleküle, hier des Holzbestandteils Lignin, kann die Verrottung fördern

Höhere Temperaturen als 70 °C im Kompost können nur auf rein chemische Vorgänge zurückgeführt werden. Durch den Zerfall von Pektinen, Eiweiß und anderen Verbindungen und Direktoxidation von Zellulose kann die Temperatur weiter steigen. Unter Luftabschluss entstehen brennbare Gase wie beispielsweise Methan und Dämpfe von Gärungs-Alkoholen (siehe dazu auch Heuselbstentzündung#Mechanismus).

### pH-Wert
Der pH-Wert sollte in einem Bereich zwischen 7 und 9 liegen. Am Anfang des Kompostierungsprozesses sinkt der pH-Wert jedoch auf Werte bis pH 6,5, da vermehrt organische Säuren gebildet werden, Kohlendioxid (CO2) entsteht und Stickstoff nitrifiziert wird. Der pH-Wert steigt im Verlauf des Abbauprozesses wieder an.

### C/N-Verhältnis
Das Verhältnis von Kohlenstoff zu Stickstoff (C/N-Verhältnis) im Kompostmaterial ist für die Vermehrung der Mikroorganismen und somit für die Abbaugeschwindigkeit wichtig. Mikroorganismen benötigen Stickstoff für die Bildung neuer Zellsubstanz. Gibt es einen Stickstoff-Überschuss, kann es zu einer Bildung von Ammoniak (NH3) kommen, wodurch sich auch der pH-Wert für den Abbau ungünstig verschiebt. Daher werden in solchen Fällen z. B. Stroh oder Sägespäne, die einen hohen Kohlenstoff-, aber geringen Stickstoffanteil haben, dem Kompostmaterial beigemischt. Ist der Kohlenstoffgehalt zu hoch (etwa durch Holzhäcksel), werden stickstoffreiche Materialien wie z. B. Grasschnitt oder Klärschlamm zugeschlagen, um das C/N-Verhältnis zu optimieren. Ein C/N-Verhältnis von 20:1 bis 25:1 hat sich als günstig für den Kompostierungsprozess erwiesen.

## Verfahren
Bei der Kompostierung ist zwischen der dezentralen privaten Eigenkompostierung und dem Verbringen kompostierbaren Materials in zentrale (groß)technisch-gewerbliche oder auch kommunale Kompostierungsanlagen zu unterscheiden. Letztere unterscheiden sich von einer Kompostierung im eigenen Garten weniger durch das Verfahren als vor allem durch die Mengen, die mit dem Anlagenbetrieb verknüpften gesetzlichen Auflagen und den Technisierungsgrad.

### Eigenkompostierung

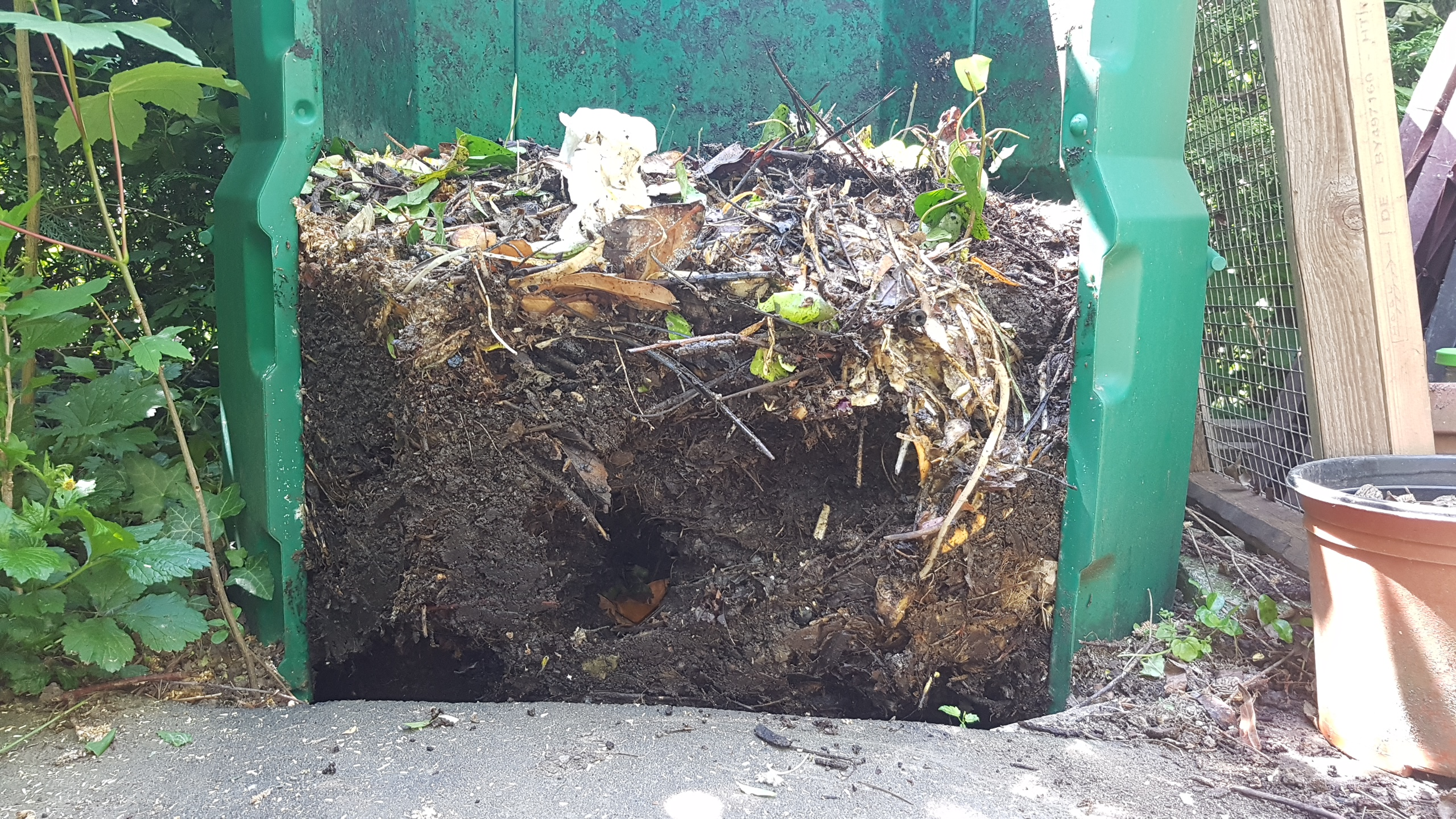
Loch bzw. Gänge von Ratten im geöffneten Thermokomposter

Wenn der erzeugte Kompost im eigenen Garten sinnvoll und sachgerecht verwendet werden kann, ist die Eigenkompostierung eine Variante zur Verwertung von Garten- und Küchenabfällen. Ein Vorteil dabei ist, dass Transporte zu einer Verwertungsanlage mit den dabei anfallenden Energieaufwand sowie CO2- und anderen Emissionen entfallen, da Abfälle vermieden werden. Bei der Verwendung von Kompost im Hausgarten ist zu beachten, dass diese insbesondere in Kombination mit weiteren Produkten zu einer Überdüngung führen kann.
Zu beachten ist die Möglichkeit einer etwaigen Geruchsbelästigung von Nachbarn; ein gepflegter Kompost wird in der Regel jedoch nicht oder höchstens sehr kurzzeitig unangenehm riechen. Im Gegensatz zu pflanzlichem kann tierisches Restmaterial, ebenso wie das Lagern größerer Mengen gekochten Materials, Tiere wie Ratten, Füchse und Marder anlocken.
Generell sollte frisch einzubringendes Material so weit wie möglich zerkleinert werden, weil dies die Oberfläche für den „Angriff“ der zersetzenden Organismen erheblich vergrößert. Es ist von Vorteil, dämpft etwaige Geruchsbildung und beschleunigt die Verrottung, ab und an eine (dünne) Lage von Muttererde oder reifen Komposts zwischenzulagern. Frischer Kompost soll nach drei bis sechs Monaten einmal umgesetzt werden, um dann noch einige Monate nachverrotten zu können. Nach etwa einem Jahr kann, je nach Ausgangsmaterial, der Kompost als reif bzw. fertig betrachtet und nach einer Siebung in den Gartenboden eingearbeitet werden.
Welches Kompostierungsverfahren für den Eigenbedarf verwendet wird, hängt von den örtlichen Gegebenheiten und den eigenen Wünschen ab. Es werden dabei grundsätzlich folgende Verfahren unterschieden:

#### Offene Kompostierung

##### Komposthaufen
Der Komposthaufen ist ein von der bäuerlichen Misthaufenanlage abgeleitetes Kompostierverfahren für Bioabfall und Grünabfall im Haushalt (Eigenkompostierung).
Ein klassischer Komposthaufen, auch Kompostmiete genannt, eignet sich für jeden privaten Garten. Die kompostierbaren Ausgangsmaterialien werden dabei möglichst zerkleinert aufgeschichtet. Dabei sollte der Haufen jedoch nicht höher als 1 bis 1,5 m werden. Der Platzbedarf ist größer als bei den unten genannten Verfahren. Vorteilhaft ist jedoch, dass bei entsprechend vorhandenem Platz der Komposthaufen unproblematisch erweitert werden kann, z. B. wenn saisonbedingt größere Mengen Gartenabfälle anfallen.
Bei Landwirten wird auch oft die Feldrandkompostierung angewendet, bei der die Grünabfälle entlang eines Feldes oder eines Feldwegs aufgeschüttet werden.

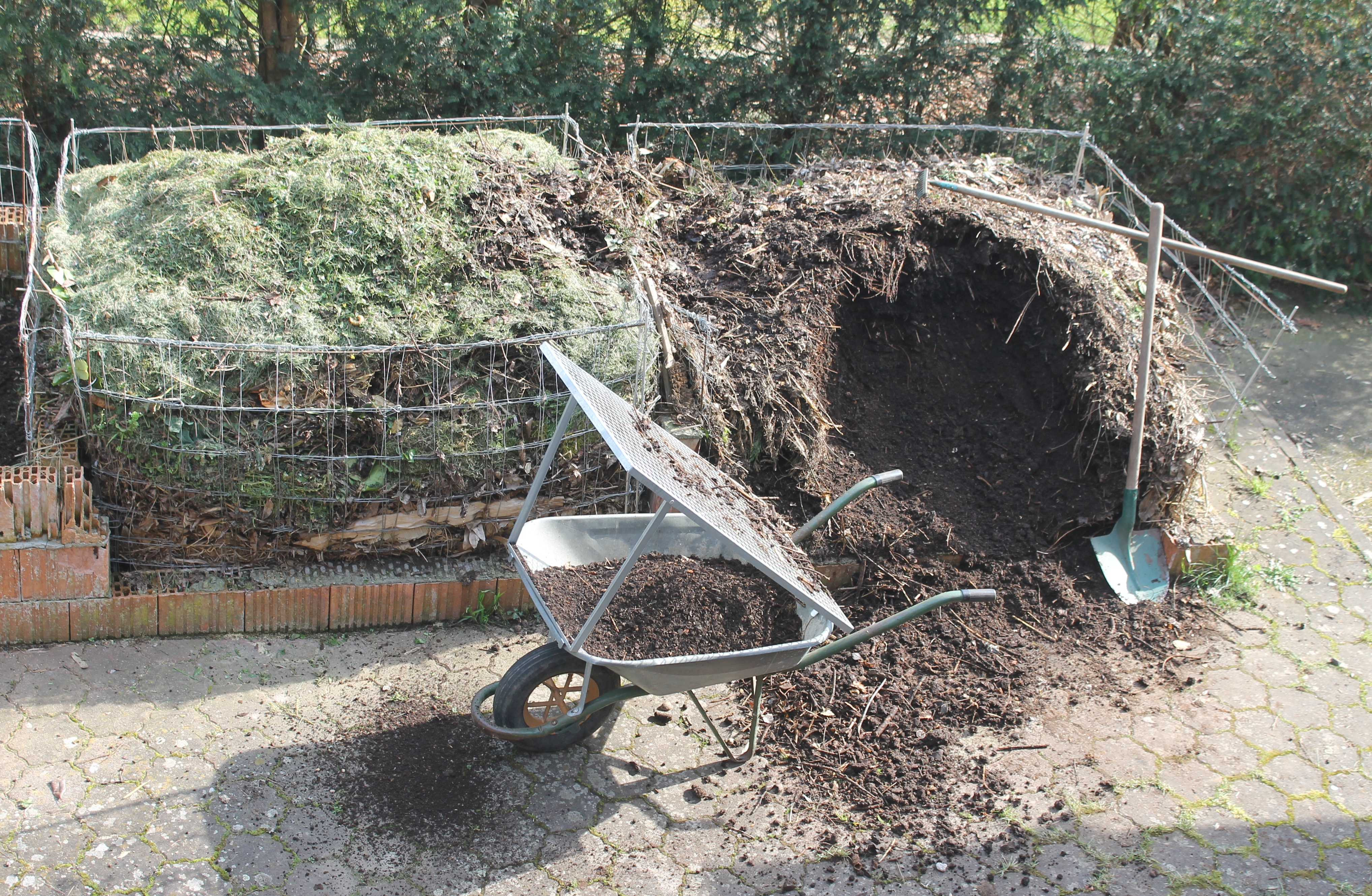
Jährlich alternierende Komposthaufen: Beginn der Aufarbeitung eines zweijährigen Komposts …
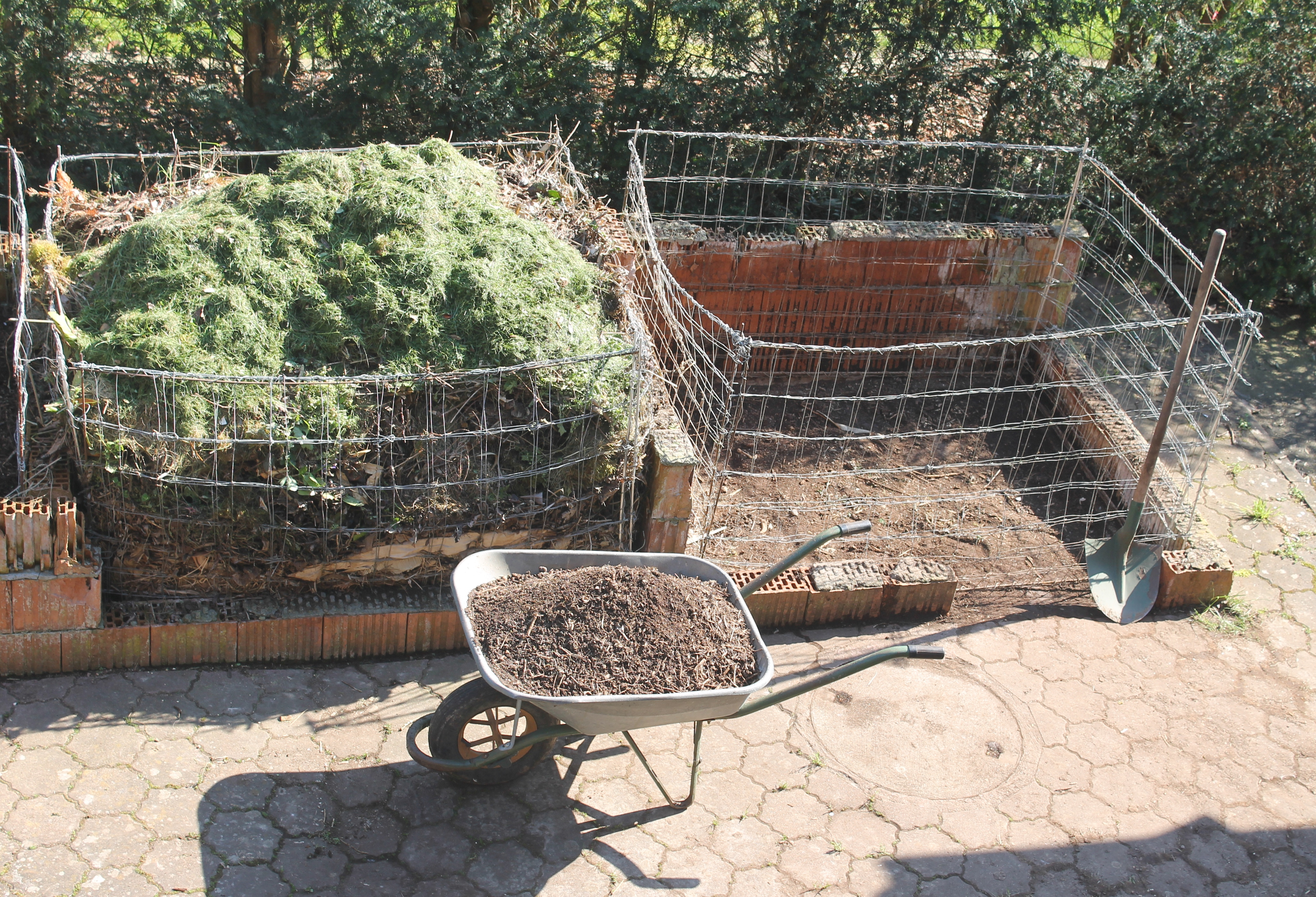
… und Abschluss; der Kompost links daneben ist einjährig, wird nun nicht mehr bestückt und im nächsten Jahr aufgearbeitet.
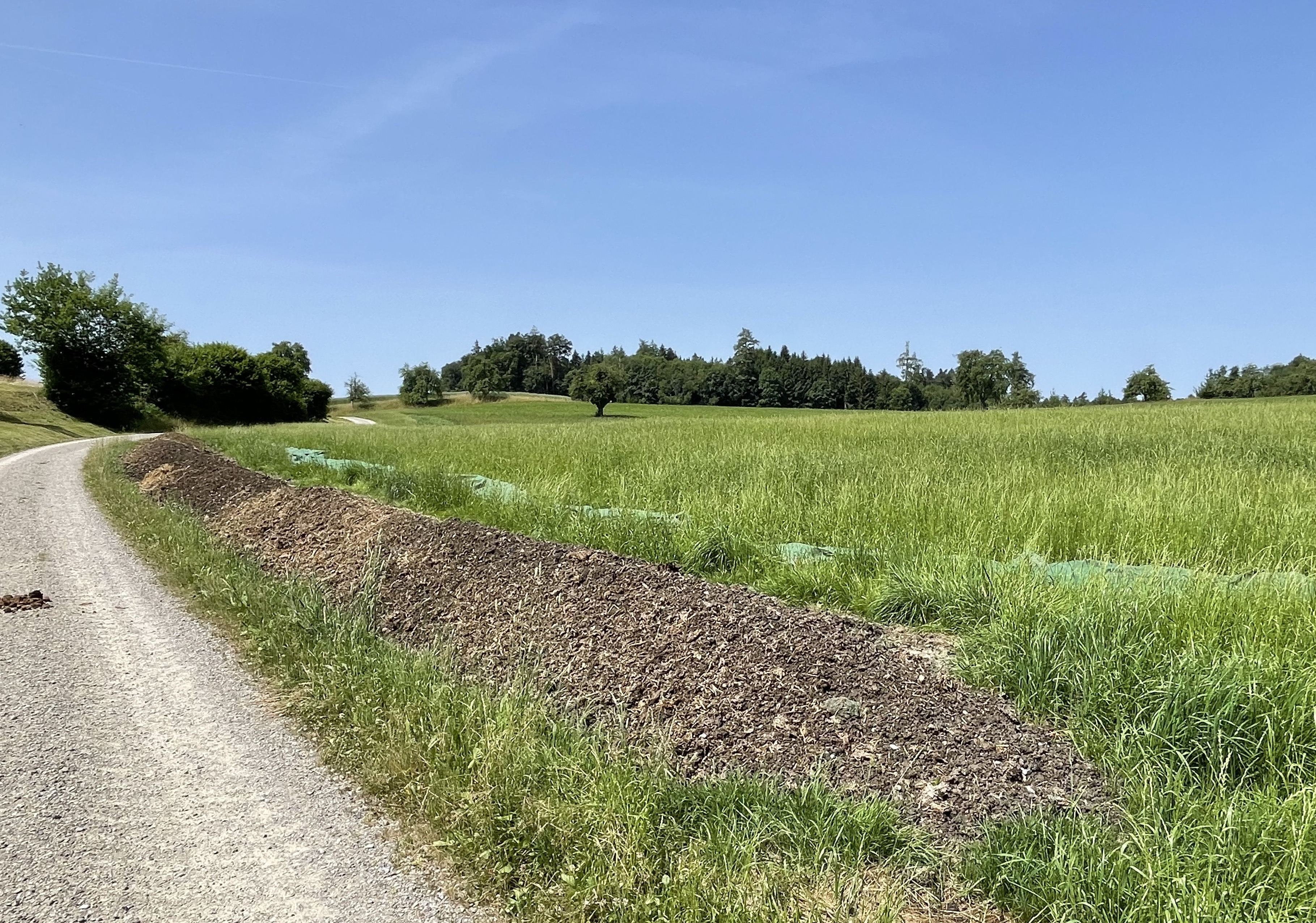
Feldrandkompostierung
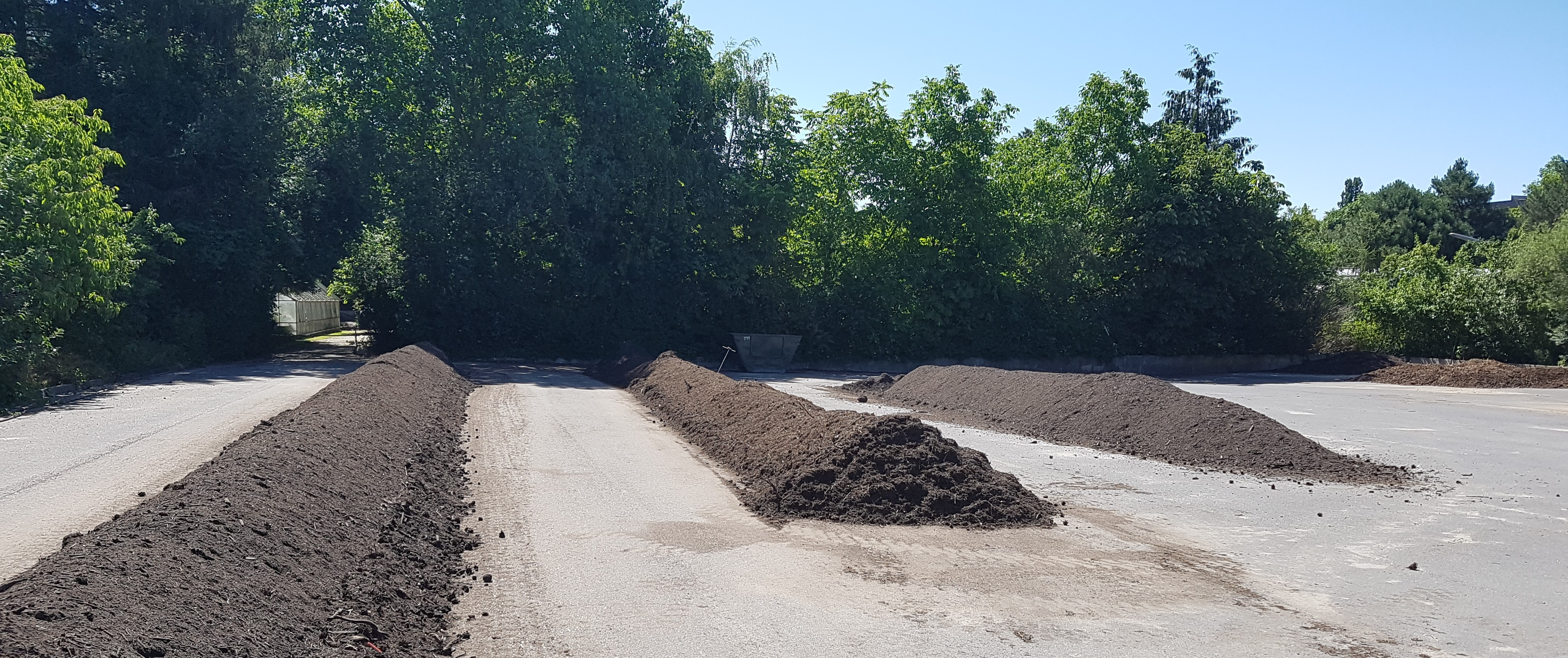
Offene Kompostierung von Pflanzenresten und Dung auf versiegelter Kompostfläche

##### Kammersystem
Offene Kammersysteme bestehen aus zwei oder mehreren Kammern bzw. Behältern und sind meist aus Holzlatten gebaut. Diese werden so befüllt, dass im unteren Bereich lockere grobe Materialien wie Äste eingebracht werden und erst darauf die (zerkleinerten) Garten- und Küchenabfälle geschichtet werden. Dies soll gewährleisten, dass von unten her eine Belüftung des Kompostmaterials erfolgen kann. Dem Prinzip mehrerer Kammern liegt der Ansatz zugrunde, dass der angesetzte Kompost nach einigen Monaten von der ersten in die zweite Kammer umgeschichtet werden soll. Dadurch wird er durchmischt und kann in der zweiten Kammer weiterreifen, während die erste Kammer wieder mit neuem, frischem Kompostgut gefüllt wird. Nach sechs bis zwölf Monaten kann der fertige Kompost dann im Garten eingearbeitet werden. Der Vorteil mehrerer Kammern ist, dass einerseits Platz für die Durchmischung und den reiferen Kompost vorgehalten wird und dieser andererseits nicht ständig mit frischem Material gemischt wird. So kann eine gute Kompostqualität erreicht werden. Hält man drei Kompostkammern vor, kann man die erste jeweils mit frischem Material befüllen, der Inhalt der zweiten reift, während die dritte sukzessive für den Gebrauch des fertiggereiften Komposts geleert werden kann.
Die Kompostwirtschaft arbeitet nach dem gleichen Prinzip, nur dass statt des Umsetzens nach mehreren Monaten jeweils eine neue Kammer in Betrieb genommen wird und so eine Durchmischung der verschiedenen Abbaustadien des Kompostgutes verhindert wird.

#### Geschlossene Kompostierung

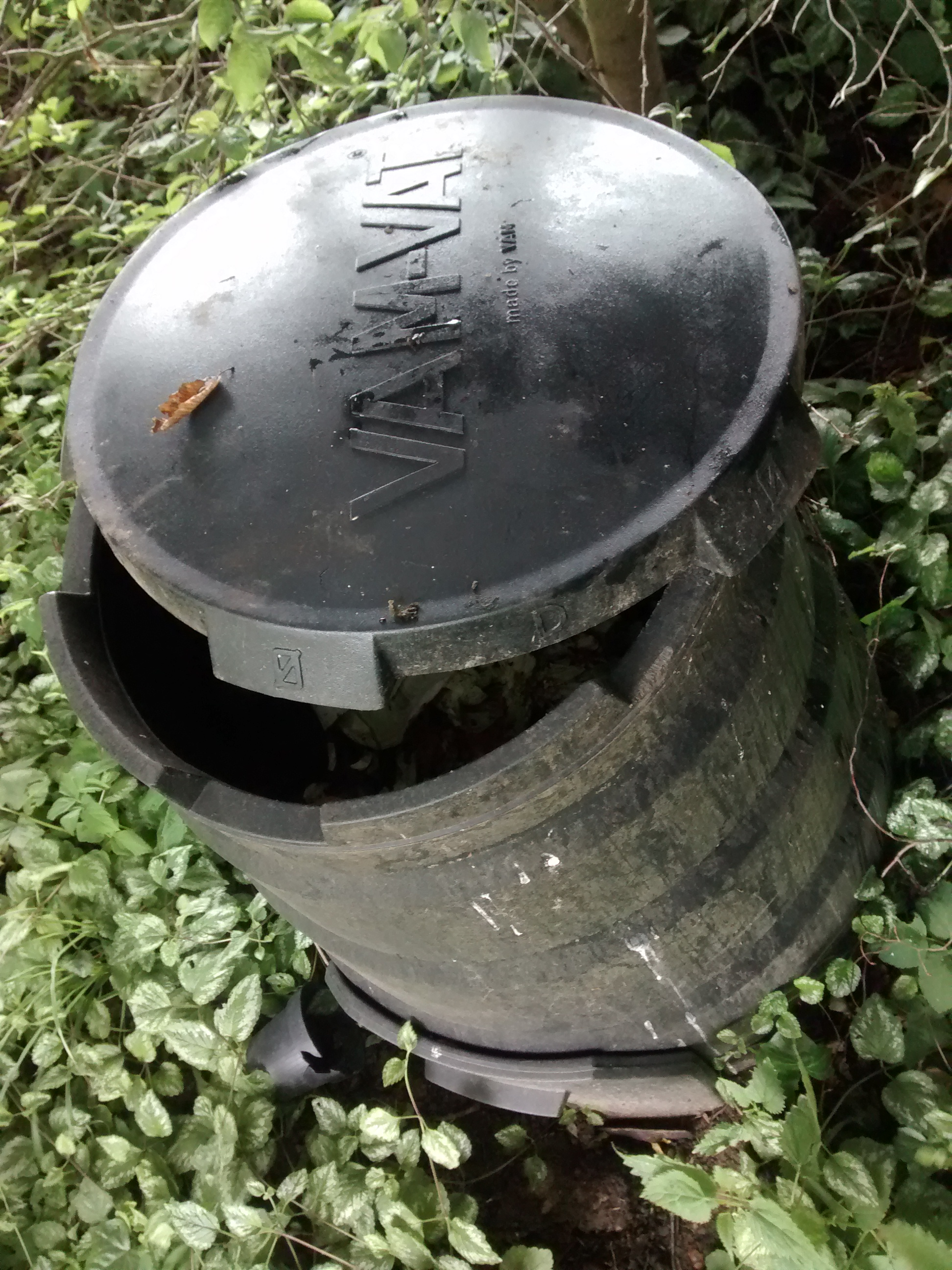
Kompostbehälter

Thermokomposter und Schnellkomposter sind geschlossene Behälter, die sich für kleine Gärten oder für Haushalte eignen, die vorwiegend Küchenabfälle kompostieren.

##### Schnellkomposter
Im Handel werden geschlossene Kleinkompostsilos („Schnellkomposter“) aus Metall oder Kunststoff mit abnehmbaren Deckeln angeboten. Dabei kann bei verzinkten Kompostern durch die mögliche Korrosion der Ummantelung Zink als unerwünschte metallische Verunreinigung in den Kompost gelangen.
Damit Bodenlebewesen den Kompost von unten her besiedeln können, ist die Bodenplatte mancher Schnellkomposter mit Löchern oder Schlitzen versehen. Bei geschlossenen Kompostbehältern kann der Rotteverlauf kaum beeinflusst werden. Eine gute Durchmischung von feinem und grobem Kompostiergut ist deshalb hier von Anfang an besonders wichtig.

##### Thermokomposter
Eine besondere Variante sind hierbei so genannte „Thermokomposter“, die mit einer wärmedämmenden Schicht ausgekleidet sind. Sie soll gewährleisten, dass auch bei kälterer Außentemperatur innerhalb des Kompostgutes Temperaturen erreicht werden, bei denen die Rotte-Organismen gut arbeiten. Dies ist jedoch nur bei geringeren Kompostmengen interessant: Hier ist wegen des geringeren Volumens die Eigenwärmedämmung des Komposts nach außen nicht gewährleistet. Der Kompost sollte hier nicht verdichtet werden; das würde die für eine erfolgreiche Verrottung notwendige Belüftung verringern und den Rotteprozess behindern. Beim Kauf eines geschlossenen Kompostbehälters sollte auf eine gute Entnahmemöglichkeit für den fertigen Kompost sowie gute Belüftungsmöglichkeiten geachtet werden.

##### Rollende Komposter
Seit 2013 werden Komposter mit Rundungen angeboten. Sie haben den Vorteil, dass man sie zum einen leicht an jene Stellen im Garten rollen kann, wo das Abfallgrün anfällt. Zum anderen wird der Inhalt ständig bewegt und umgewälzt. Oftmaliges Umrühren und Umschichten entfallen.
Zwei Varianten sind derzeit im Handel: ein kugelrunder Komposter mit etwa 80 cm Durchmesser, der aus hartem Kunststoff besteht und seitlich Klappen zum Öffnen hat. Eine Basiseinrichtung sorgt dafür, dass sich die Kugel nicht durch Sturm unkontrolliert bewegt. Des Weiteren gibt es einen Rollkomposter in Form einer Rolle oder Tonne mit etwa 1,30 Meter Länge und einem Durchmesser von 70 cm. Er besteht aus stabiler, dicker Kunststoff-Folie und hat eine Öffnung, die mit Hilfe eines Klettverschlusses zugehalten wird. Das Ganze lässt sich leicht je nach den Erfordernissen durch den Garten zu sonnigen oder schattigen Plätzen rollen.
Ein großer Nachteil solcher in sich geschlossener Komposter ist der fehlende Kontakt der Kompostmiete zum Boden. So können keine Bodenlebewesen selbstständig in die Kompostmiete eindringen und den Zersetzungsvorgang einleiten. Oftmals werden bei solchen Kompostern zersetzende Organismen mittels käuflicher Schnellkomposter-Mischungen zugesetzt.

#### Wurmkompostierung
In jedem Komposthaufen finden sich Regenwürmer. Der Rote Mistwurm, auch als Kompostwurm (Eisenia fetida) bekannt, kann täglich das Eineinhalbfache seines Eigengewichts fressen. Bei guten Bedingungen, d. h. ausreichendem Feuchte- und Nahrungsangebot, vermehrt er sich schnell. Der Regenwurm sorgt durch seine Aktivität für eine Krümelstruktur des Kompostmaterials, wodurch sich im Kompost Wasser und Sauerstoff besser verteilen können. Bei der Wurmkompostierung werden diese Würmer gezielt eingesetzt. Sie können im Handel erworben oder aus einem schon bestehenden Komposthaufen zur Animpfung des ersten Kompostmaterials genommen werden. Letzteres ist kostengünstiger. Auch bei der Wurmkompostierung haben sich Zwei- oder Mehrkammersysteme bewährt.

### Technische Kompostierungsverfahren
Im Jahr 2006 waren in der Bundesrepublik Deutschland ca. 65 % aller Einwohner an die Biotonne angeschlossen.
Vergleicht man die Erfassungsquoten mit anderen Getrenntsammelsystemen wie z. B. bei der Altpapier- und Altglassammlung, bei denen Werte um 80 % erzielt werden, wird deutlich, dass es ein hohes Entwicklungs- bzw. Optimierungspotenzial bei der Bioabfallsammlung gibt. Höhere Erfassungsquoten könnten z. B. mit Hilfe organisatorischer Maßnahmen (u. a. Satzungen) und durch zielgerichtete Öffentlichkeitsarbeit realisiert werden. Ein Beleg dafür sind Bioabfall-Erfassungsquoten zwischen 70 und 81 %, wie sie in verschiedenen Verwaltungseinheiten erzielt werden.
2006 wurden (ähnlich wie im Jahr 2008, s. o.) rund 8,6 Millionen Tonnen Bio- und Grünabfälle aus Haushalten erfasst und einer stofflichen und/oder energetischen Verwertung zugeführt. Das entspricht fast 20 % des gesamten bundesdeutschen Siedlungsabfallaufkommens in Höhe von über 46 Millionen Tonnen im Jahr 2006. Welche Bioabfälle und Grünabfälle für die Verwertung grundsätzlich geeignet und zugelassen sind, ist dabei in der Bioabfallverordnung (BioAbfV) aufgeführt.
2008 standen in Deutschland laut Statistischem Bundesamt rund 290 Bioabfallkompostierungsanlagen mit einer Nennleistung von 5,5 Millionen Tonnen und einer eingesetzten Abfallmenge von 4,6 Millionen Tonnen zur Verfügung; außerdem 665 Grünabfall-Kompostierungsanlagen mit einer Nennleistung von 4,5 Millionen Tonnen und einer verwerteten Abfallmenge von 3,1 Millionen Tonnen. Des Weiteren existierten 969 Biogas- und Vergärungsanlagen für organische Abfälle, 100 Klärschlammkompostierungsanlagen sowie 18 Anlagen zur sonstigen biologischen Aufbereitung. Insgesamt wurden so im Jahr 2008 in Deutschland rund 13 Millionen Tonnen Abfall in 2041 biologischen Behandlungsanlagen aufbereitet. Davon waren 8,7 Millionen Tonnen getrennt erfasste organische Abfälle aus dem Hausmüll, also aus den so genannten „Biotonnen“, sowie biologisch abbaubare Garten- und Parkabfälle.

#### Prinzipieller Aufbau von Kompostierungsanlagen
Die Hauptarbeitsschritte der technischen Kompostierung unterscheiden sich je nach angewandtem Verfahren nur geringfügig; sie werden deshalb anschließend zusammenfassend aufgeführt:

##### Aufbereitung
Bioabfälle und Grünschnitt werden bei der Annahme im Kompostwerk gewogen und/oder in einem Betriebstagebuch nach Menge, Art und Herkunft dokumentiert. Die Kompostrohstoffe werden einer Kontrolle unterzogen. Sind Stoffe ungeeignet, z. B. bei hohen Gehalten an Metallen, werden sie zurückgewiesen. In einem so genannten Flachbunker kann das angelieferte Kompostgut zwischengelagert werden.
Die Aufbereitung der Kompostrohstoffe dient der Vorbehandlung des Materials für eine Verbesserung des Kompostierungsprozesses. Durch eine Siebung werden die Bioabfälle in grobkörnige und feinkörnige Anteile sortiert. Dabei kann eine weitere Aufbereitung durch geeignete Siebquerschnitte, Dekompaktier- (Auflockerungs-) und Zerkleinerungsaggregate erfolgen. Eisenbestandteile werden durch Magnetabscheider entfernt.
Um in einem Kompostkörper ein ausreichendes Luftporenvolumen zu erhalten, sollte strukturarmen Bioabfällen Strukturmaterial zugemischt werden. Als Strukturmaterial eignen sich zerkleinerter Baum- und Strauchschnitt.

##### Rotte
Die erste Phase der Kompostierung wird als Rotte bezeichnet. Dabei werden Vor-, Haupt- und Intensivrotte unterschieden. Die Intensivrotte zeichnet sich durch hohe Temperaturen und hohe Abbauraten aus. Der Kompostierungsprozess in der Intensivrotte läuft im Unterschied zur häuslichen Eigenkompostierung weitgehend kontrolliert ab. Durch die Kapselung des Rottegutes lassen sich Belüftung und Befeuchtung so steuern, dass der Prozess möglichst schnell abläuft und zum Schluss durch eine gewollte Selbsterhitzung von über 60 °C pathogene Keime (Tierseuchen) und Unkrautsamen abgetötet werden können. Durch gute technische Ausstattung und geschickte Betriebsführung lassen sich in der Intensivrotte anaerobe Fäulniszonen vermeiden. Diese sind nicht nur wegen der Verzögerung des aeroben Rotteprozesses unerwünscht, sondern auch wegen der Entstehung von Methan und Schwefelwasserstoff (Explosionsgefahr, Treibhauspotential, Geruch). Die bei der aeroben Verrottung entstehenden Geruchsstoffe, unter anderem in Form von organischen Säuren, können in nachgeschalteten Biofiltern abgebaut werden.

##### Nachrotte
Die anschließend folgende mehrwöchige Phase der Kompostierung wird Nachrotte genannt. In dieser Zeit geht die Temperatur im Kompostkörper zurück und nimmt die biologische Aktivität langsam ab. Produkte des vorangegangenen Abbaus werden zu Humus und humusbildenden Substanzen umgewandelt. Die Nachrotte dient der biologischen Stabilisierung des Kompostgutes. Diese Phase ist die Reifephase, in der aus Frischkompost Fertigkompost entsteht. Die Nachrotte erfolgt in offenen, überdachten oder ebenfalls geschlossenen Mieten.

##### Konfektionierung
Bei der Konfektionierung, auch Feinaufbereitung genannt, wird das Endprodukt durch Siebung hergestellt. Je nach beabsichtigter Körnung des Fertigproduktes werden feinkörnige Siebe (bis zwölf Millimeter Lochdurchmesser), mittelkörnige Siebe (bis 25 Millimeter) oder grobkörnige Siebe (bis 40 Millimeter) verwendet. Der Siebüberlauf kann erneut als Strukturmaterial bei der Kompostierung eingesetzt werden.

### Rottesysteme
Bei der großtechnischen Kompostierung kommen unterschiedliche Rottesysteme zum Einsatz. Sie werden danach unterteilt, ob das Kompostgut während der Rotte kontinuierlich bewegt wird (dynamische Systeme), von Zeit zu Zeit umgesetzt wird (quasi-statisch oder auch semidynamische Systeme genannt), oder statisch an einem Ort während der Dauer der Rotte liegen bleibt.

#### Statische, quasi-statische Systeme

##### Mieten
Mieten sind eine der ältesten Formen der Kompostierung. Wird die Miete nicht systematisch zwangsbelüftet, kann sie bis maximal zwei Meter hoch geschichtet werden, da sonst eine ausreichende Sauerstoffversorgung infolge der Auflast nicht sichergestellt werden kann (s. o.). Bei belüfteten Mieten kann bis zu fünf Meter hoch geschichtet werden. Klassische Formen sind Dreiecks-, Trapez- oder Tafelmieten. Wandermieten, Tunnelmieten sind halboffene, jedoch technisch eingehauste Systeme.

###### Dreiecks-, Trapez- oder Tafelmieten
Bei kleineren Anlagen werden diese Mieten mit frei verfahrbaren Umsetzgeräten bewirtschaftet. In größeren Hallen werden meist selbstfahrende Geräte eingesetzt, oder es wird mit fest installierten Umsetzgeräten gearbeitet. Die Mieten können über geschlitzte Bodenplatten mit Druck- oder Saugbelüftung betrieben werden. Bei unbelüfteten Mieten erfolgt die Belüftung allein durch Thermik oder Diffusion.

###### Wandermieten
Tafelmieten sind trapezförmige Mieten. Wenn sie bei der Kompostierung kontinuierlich umgesetzt werden, bezeichnet man sie als Wandermieten. Die Mieten werden abgetragen, gelockert, homogenisiert und neu aufgeschichtet. Das System der Wandermiete zählt zu den quasi-dynamischen Verfahren.

##### Tunnelkompostierung
Bei Tunnelmieten wird das Rottegut zwischen Stahlbetonwände geschüttet. Die Tunnel haben eine Breite von zwei bis vier Metern und eine Länge von 25 bis 50 Metern. Ein schienenfahrbares Umsetzgerät sorgt für die Durchmischung. Die Tunnel werden von unten belüftet. Die einzelnen Bahnen sind gekapselt bzw. nach oben hin geschlossen.

##### Volumenkompostierung

###### Rotteboxen
Rotteboxen sind geschlossene Boxen mit einem Nutzvolumen von ca. 50 bis 60 Kubikmetern. Rotteboxen werden druckbelüftet. Sie kommen bei der Vorrotte zum Einsatz.

###### Rottecontainer
Rottecontainer haben meist ein kleineres Nutzvolumen von ca. 20 Kubikmetern und sind aus Metall. Im Gegensatz zu den Boxen sind sie nicht ortsfest und können zwischen Beladeplatz und Rotteplatz hin- und hertransportiert werden.

#### Dynamische Systeme

##### Rotteturm
Der Rotteturm ist ein Vertikalbehälter mit einem Nutzvolumen von mehr als 1000 Kubikmetern und wird bei der Vorrotte eingesetzt. Das Rottegut durchläuft den Behälter von oben nach unten und wird mit Förderschnecken ausgetragen. Es wird mit Druckluft im Gegenstromprinzip belüftet.

##### Rottetrommel
Auch die Rottetrommel wird in der Hauptrotte eingesetzt. Sie ist ein horizontales, leicht geneigtes Drehrohr, das mit Druckluft belüftet wird. Das Rottegut wird ständig bewegt und durch das Rohr getrieben.

## Emissionen
Beim Betrieb von Kompostierungsanlagen entstehen Gerüche. Bei größeren Anlage auch andere Emissionen wie Lärm, Staub, Bioaerosole, flüssige Emissionen wie Sicker- und Kondenswasser. Diese werden in Deutschland durch entsprechende gesetzliche Regelungen weitgehend minimiert. Anlagen mit einem Durchsatz von mehr als zehn Tonnen Abfall je Tag sind genehmigungspflichtig.
Im Rahmen der Genehmigung von Anlagen gelten folgende Rechtsbestimmungen zur Minimierung unerwünschter Emissionen und zum Arbeitsschutz:
- Technische Anleitung zur Reinhaltung der Luft (TA Luft)
- Technische Anleitung zum Schutz gegen Lärm (TA Lärm)
- Dreißigste Verordnung zur Durchführung des Bundes-Immissionsschutzgesetzes (30. BImSchV) – Verordnung über Anlagen zur biologischen Behandlung von Abfällen
- Arbeitsschutzrechtliche Vorschriften

Es werden besondere Anforderungen an die Bereiche der Abfallanlieferung und Zwischenlagerung, der Abfallaufbereitung sowie der Vorrotte gestellt. Die Außenwirkung von Anlagen zur biologischen Abfallbehandlung wird hauptsächlich durch deren Emissionen bestimmt. Mit ihnen steht und fällt die Akzeptanz der Anlagen in der Öffentlichkeit. Daher sollte bei der Planung möglichen Emissionen besondere Beachtung geschenkt werden.

## Kompostqualität
Es gibt verschiedene Anwendungsmöglichkeiten für Kompost. Je nach Anwendungszweck müssen daher unterschiedliche Qualitätsbedingungen erfüllt werden. Qualitätskriterien wie Hygiene, Rottegrad, Pflanzenverträglichkeit und optischer Gesamteindruck sind vornehmlich von der Verfahrenstechnik abhängig. Die Inhaltsstoffe sind hingegen nur von der stofflichen Zusammensetzung des Ausgangsmaterials abhängig. Der Rottegrad wird über den Selbsterhitzungstest bestimmt. In einem thermisch dichten 1-Liter-Dewargefäß mit ausreichend Luft wird das Material 72 Stunden inkubiert. Die erreichte Maximaltemperatur bestimmt den Rottegrad.
Grundsätzlich muss jeder Kompost bei der Abgabe seuchenhygienisch unbedenklich sein. Fertigkompost sollte z. B. folgenden von der Bundesgütegemeinschaft Kompost festgelegten Qualitätsanforderungen genügen:
- Rottegrad IV–V
- hohe Pflanzenverträglichkeit (im Kressetest)
- Gehalt an organischer Substanz (Glühverlust) mindestens 20 % (bezogen auf die Trockenmasse), Gehalt an Stör- bzw. Ballaststoffen < 0,5 Gewichtsprozent (bezogen auf die Trockenmasse)
- Gehalt an Schwermetallen (in Milligramm/Kilogramm Trockensubstanz): Zink (Zn) ≤ 400, Blei (Pb) ≤ 150, Chrom (Cr) ≤ 100, Kupfer (Cu) ≤ 100, Nickel (Ni) ≤ 50, Quecksilber (Hg) ≤ 1, Cadmium (Cd) ≤ 1,5

Aktuell befinden sich 603 Kompostierungsanlagen in Deutschland in der RAL-Gütesicherung Kompost (Bundesgütegemeinschaft Kompost e. V. Stand: Februar 2025). 2010 waren das noch 434 Anlagen mit einer Anlagenkapazität von 7,4 Millionen Tonnen. Die Gütesicherung Kompost (RAL-GZ 251) gewährleistet die regelmäßige Güteüberwachung von Frisch-, Fertig- und Substratkomposten durch die Bundesgütegemeinschaft Kompost e. V. bzw. durch zugelassene Prüflabore. Grundlagen und Anforderungen der Gütesicherung sind in den „Güte- und Prüfbestimmungen“ festgelegt. Gütegesicherte Komposte sind mit einem Gütezeichen ausgewiesen. Bei der Gütesicherung wird nicht nur das Endprodukt untersucht, sondern der gesamte Produktionsbetrieb. Dabei werden die Ausgangsstoffe, die Produktionsanlagen, die Hygiene, die Prozessqualität, die Endproduktqualität, die Warendeklaration sowie die Anwendungsempfehlungen kontrolliert und zertifiziert.